# Liste der denkmalgeschützten Objekte in Slatina u Horažďovic
Grundlage dieser Liste der denkmalgeschützten Objekte in Slatina u Horažďovic ist die ÚSKP-Liste (Ústřední seznam kulturních památek České republiky, deutsch Zentrale Liste der Kulturdenkmäler der Tschechischen Republik), die von der tschechischen Denkmalschutzbehörde NPÚ (Národní památkový ústav, deutsch Nationale Denkmalbehörde) seit 1987 geführt wird und an die seit dem Jahr 1850 geschaffenen Listen anschließt.

## Denkmalgeschützte Objekte nach Ortsteilen

### Slatina
| Lage                           | Objekt   | Beschreibung | ÚSKP-Nr.                  | Bild           |
| ------------------------------ | -------- | --- | ------------------------- | -------------- |
| Slatina, Slatina 58 (Standort) | Synagoge | Gebäude mit rechteckigem Grundriss, links zweistöckiges Rabbinat und rechts großes Gebetshaus. Ein seltenes erhaltenes Denkmal der jüdischen Kultur aus der Mitte des 19. Jahrhunderts. | 37216/4-3287 Info Katalog | weitere Bilder |